# Roman Kaczor

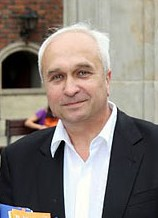
Roman Kaczor

Roman Kaczor (* 3. September 1956 in Oława) ist ein polnischer Politiker der Platforma Obywatelska (Bürgerplattform).
Im Herbst 2002 wurde Kaczor Vorsitzender des Stadtrates von Oława und blieb dort bis 2007. Bei den vorgezogenen Parlamentswahlen 2007 trat er im Wahlbezirk Breslau (Wrocław) an und konnte 3175 Stimmen erringen. Dies reichte nicht für den Einzug in den Sejm, nach dem Ausscheiden von Andrzej Łoś aus dem Sejm rückte er nach und wurde daher am 23. November 2007 vereidigt.
Roman Kaczor ist verheiratet und hat zwei Kinder.